# Campsis grandiflora
Campsis grandiflora (Thunb.) K.Schum., conhecida pelo nome comum de trombeta-chinesa, é uma espécie de planta escandente pertencente à família Bignoniaceae.

## Descrição
A planta é de crescimento rápido, decídua, com caules lenhosos robustos, com até 9 m de comprimento, produzindo flores grandes e vistosas, de coloração alaranjada ou rosada, em forma de trombeta. Floresce no Verão.
As folhas são pinadas, com a margem serrada.
A espécie tem distribuição natural no leste da Ásia (China e Japão), mas está naturalizada em muitas regiões subtropicais, nas quais é em muitos casos espécie invasora. É menos resistente ao frio que Campsis radicans, uma espécie de origem norte-americana com a qual hibridiza.
Campsis grandiflora prefere solos arenosos bem drenados e exposição directa ao sol.